# Phoracantha tuberalis
Phoracantha tuberalis là một loài bọ cánh cứng trong họ Cerambycidae.